# بتشاس
بتشاس (به فرانسوی: Bachas) یک کمون (فرانسه) در فرانسه است که در canton of Aurignac واقع شده‌است. بتشاس ۲٫۶۲ کیلومتر مربع مساحت دارد ۲۵۰ متر بالاتر از سطح دریا واقع شده‌است.